# Streptocephalus lamellifer
Streptocephalus lamellifer är en kräftdjursart som beskrevs av Thiele 1900. Streptocephalus lamellifer ingår i släktet Streptocephalus och familjen Streptocephalidae. Inga underarter finns listade i Catalogue of Life.